# Сингулярний розклад матриці

Візуалізація SVD двовимірної, дійсної матриці зсуву M. Спершу, ми бачимо блакитний одиничний диск з двома векторами стандартного базису. Потім ми бачимо дію M, яка перетворює диск на еліпс. SVD розкладає M на три простих перетворення: початковий поворот V^{*}, масштабування Σ уздовж осі координат і кінцевий поворот U. Довжини півосей σ_{1} і σ_{2} є сингулярними значеннями (квадратами власних значень) M, а саме Σ_{1,1} і Σ_{2,2}.

Візуалізація матричного множення в СПМ

Сингуля́рний ро́зклад ма́триці (сингулярне представлення матриці чи англ. singular-value decomposition, SVD) — один з важливих методів розкладу матриці з дійсними або комплексними числами. Є узагальненням власного розкладу матриці невід'ємно визначеної нормальної матриці (наприклад, симетричної матриці з додатними власними значеннями) на матрицю розміру {\displaystyle m\times n} як узагальнення полярного розкладу.
Формально, сингулярний розклад матриці {\displaystyle \mathbf {M} } розміру {\displaystyle m\times n}, яка складена з дійсних або комплексних чисел, буде розкладанням на множники у вигляді {\displaystyle \mathbf {U\Sigma V^{*}} }, де {\displaystyle \mathbf {U} } — матриця розміру {\displaystyle m\times m} буде дійсною або комплексною унітарною матрицею, {\displaystyle \mathbf {\Sigma } } буде {\displaystyle m\times n}-прямокутною діагональною матрицею з не від'ємними дійсними числами на діагоналі, і {\displaystyle \mathbf {V} } буде дійсною або комплексною унітарною матрицею розміру {\displaystyle n\times n}. Діагональні елементи {\displaystyle \sigma _{i}} матриці {\displaystyle \mathbf {\Sigma } } відомі як сингулярні значення матриці {\displaystyle \mathbf {M} }. Стовпчики {\displaystyle \mathbf {U} } та стовпчики {\displaystyle \mathbf {V} } називаються ліво-сингулярними векторами та право-сингулярними векторами матриці {\displaystyle \mathbf {M} }, відповідно.
Сингулярний розклад матриці можна обчислити за допомогою наступних спостережень:
- Ліво-сингулярні вектори M є множиною ортонормованих головних векторів MM∗.
- Право-сингулярні вектори M є множиною ортонормованих головних векторів M∗M.
- Не нульові сингулярні значення M (знаходяться на діагоналі Σ) є квадратними коренями не нульових головних значень як M∗M, так і MM∗.

Сингулярний розклад матриці застосовується в лінійній алгебрі для обчислення псевдоінверсії, наближення матриці, обчислення ядра або рангу матриці та інше.

## Визначення
Якщо M — матриця розміру m×n чиї елементи беруться з поля K, що може бути полем дійсних або комплексних чисел.
Тоді, невід'ємне дійсне число σ є сингулярним числом для M тоді і тільки тоді, коли існують вектори одиничної довжини u ∈ Km, v ∈ Kn що виконується:
{\displaystyle \left\{{\begin{matrix}Mv=\sigma u\\M^{*}u=\sigma v.\end{matrix}}\right.}
Вектори u та v називаються відповідно сингулярним зліва вектором та сингулярним справа вектором для σ.
Для матриці M існує наступне представлення, що називається сингулярним розкладом матриці:
{\displaystyle M=U\Sigma V^{*},\!}
де
U — унітарна матриця розміру m×m над полем K,
V* — ермітове спряження унітарної матриці матриці V розміру n×n над полем K,
Σ — діагональна матриця розміру m×n з числами σ на діагоналі,
числа σ зазвичай розташовують в спадаючому порядку, тому матриця Σ однозначно визначається матрицею M.
Сингулярні числа, для яких існують два і більше лінійно незалежних сингулярних векторів називаються виродженими.
Невироджені сингулярні числа мають по одному лівому та правому сингулярному вектору з точністю до множника eiφ (в випадку дійсних чисел з точністю до знака).

## Властивості
- Стовпці U та V є сингулярними зліва та сингулярними справа векторами для M відповідно.

- Кількість ненульових чисел на діагоналі матриці Σ рівне rank Σ = rank M = r (ранг), тому можна скоротити матриці U та V до r стовпців, а матрицю Σ до розміру r×r і отримаємо:

{\displaystyle M={\begin{pmatrix}u_{1}\vdots \ldots \vdots \,u_{r}\end{pmatrix}}{\begin{pmatrix}\sigma _{1}&0&0\\0&\ddots &0\\0&0&\sigma _{r}\end{pmatrix}}{\begin{pmatrix}v_{1}^{*}\\\vdots \\v_{r}^{*}\end{pmatrix}}=\sum _{i=1}^{r}\sigma _{i}\,u_{i}\,v_{i}^{*}.}

## Зв'язок SVD з власними значеннями матриці
SVD існує для всіх прямокутних матриць, на відміну від власних векторів і розкладу по ньому, що існує тільки для деяких квадратних матриць.
Використавши формулу SVD для M та M*, отримаємо:
{\displaystyle MM^{*}=U\Sigma V^{*}\,(V\Sigma U^{*})=U\Sigma ^{2}U^{*}}
{\displaystyle M^{*}M=V\Sigma U^{*}\,(U\Sigma V^{*})=V\Sigma ^{2}V^{*}}
Права сторона є розкладом по власних векторах лівої сторони:
- Ненульові елементи Σ² є власними значеннями для матриць {\displaystyle MM^{*}} та {\displaystyle M^{*}M,} тому ці матриці є невід'ємноозначеними (частковий випадок ермітових матриць);
- Стовпці матриці U є власними векторами матриці {\displaystyle MM^{*}};
- Стовпці матриці V є власними векторами матриці {\displaystyle M^{*}M}.

Цей же результат також можна отримати з визначення сингулярних значень і векторів:
{\displaystyle \left\{{\begin{matrix}MM^{*}u=\sigma ^{2}u,\\M^{*}Mv=\sigma ^{2}v.\end{matrix}}\right.}

## Псевдоінверсія
Якщо матрицю можна розкласти як {\displaystyle M=U\Sigma V^{*}}, то її псевдообернена матриця буде дорівнювати
{\displaystyle \ M^{+}=V\Sigma ^{+}U^{*}=\sum _{i=1}^{r}\sigma _{i}^{-1}\,v_{i}\,u_{i}^{*},}
де
Σ+ — матриця утворена транспонуванням Σ і заміною всіх її ненульових діагональних елементів на обернені.

## Зв'язок SVD з ортогонально-проєкційними матрицями
- {\displaystyle \ P(M)\equiv M^{+}M=\sum _{i=1}^{r}v_{i}\,v_{i}^{*}=\sum _{i=1}^{r}P(v_{i})} — розклад ортогонально-проєкційної матриці(проєктора) в суму проєкторів,
- {\displaystyle \ P(M^{*})\equiv MM^{+}=\sum _{i=1}^{r}u_{i}\,u_{i}^{*}=\sum _{i=1}^{r}P(u_{i}).}